# Chryssie Girard
Pour les articles homonymes, voir Girard.
Chryssie Girard (née le 11 juin 1975 à Angers) est une athlète française, spécialiste du cross-country et des courses de fond.

## Biographie
Elle est médaillée de bronze par équipes aux Championnats d'Europe de cross-country 1996.